# Liste der Kantone auf Réunion
Réunion untergliedert sich in vier Arrondissements mit 25 Kantonen (französisch cantons).
Siehe auch: Liste der Gemeinden auf Réunion
Mit Wirkung ab der Wahl des Generalrates im Jahr 2014 wurde das Département neu in 25 Kantone gegliedert.

## Kantone

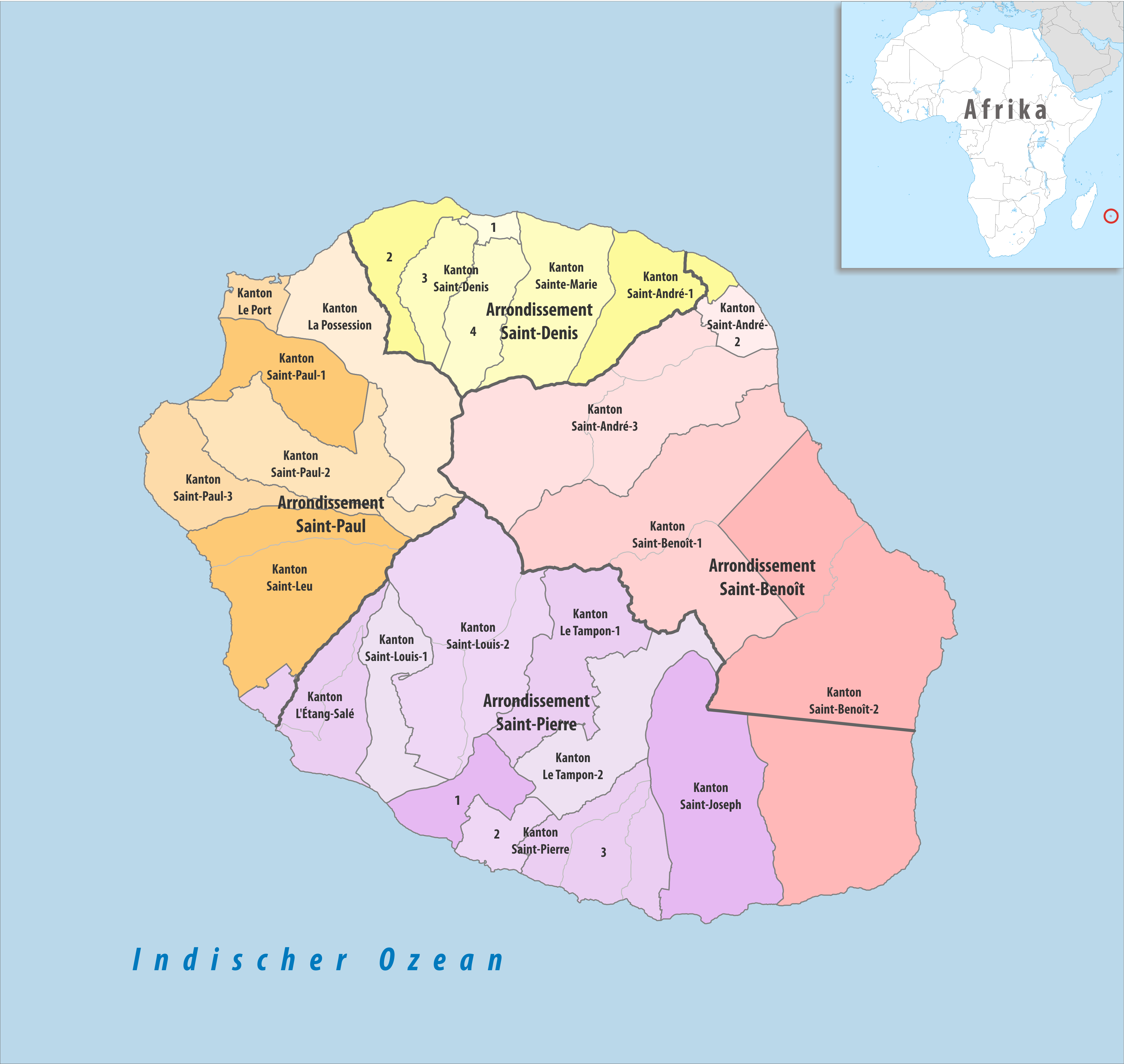
Gemeinden und Kantone in Réunion

| Kanton                 | Gemeinden | Einwohner 1. Januar 2022 | Fläche km² | Dichte Einw./km² | Code INSEE | Arrondissement(e)          |
| ---------------------- | --------- | ------------------------ | ---------- | ---------------- | ---------- | -------------------------- |
| L’Étang-Salé           | 2 1⁄2     | 30.741                   | 75,21      | 409              | 97401      | Saint-Paul, Saint-Pierre   |
| La Possession          | 1         | 36.390                   | 118,35     | 307              | 97403      | Saint-Paul                 |
| Le Port                | 1         | 33.670                   | 16,62      | 2.026            | 97402      | Saint-Paul                 |
| Le Tampon-1            | 1⁄2       | 41.316                   | 91,06      | 454              | 97424      | Saint-Pierre               |
| Le Tampon-2            | 1⁄2       | 40.648                   | 74,37      | 547              | 97425      | Saint-Pierre               |
| Saint-André-1          | 1 ⁄3      | 34.437                   | 66,29      | 519              | 97404      | Saint-Benoît, Saint-Denis  |
| Saint-André-2          | 1⁄3       | 38.299                   | 20,79      | 1.842            | 97405      | Saint-Benoît               |
| Saint-André-3          | 2 1⁄3     | 30.129                   | 216,20     | 139              | 97406      | Saint-Benoît               |
| Saint-Benoît-1         | 1 ⁄2      | 28.243                   | 228,00     | 124              | 97407      | Saint-Benoît               |
| Saint-Benoît-2         | 2 1⁄2     | 27.805                   | 416,34     | 67               | 97408      | Saint-Benoît, Saint-Pierre |
| Saint-Denis-1          | 1⁄4       | 44.293                   | 7,51       | 5.898            | 97409      | Saint-Denis                |
| Saint-Denis-2          | 1⁄4       | 34.375                   | 45,74      | 752              | 97410      | Saint-Denis                |
| Saint-Denis-3          | 1⁄4       | 40.060                   | 39,24      | 1.021            | 97411      | Saint-Denis                |
| Saint-Denis-4          | 1⁄4       | 37.421                   | 50,30      | 744              | 97412      | Saint-Denis                |
| Saint-Joseph           | 1⁄2       | 28.555                   | 153,49     | 186              | 97413      | Saint-Pierre               |
| Saint-Leu              | 1 ⁄2      | 37.743                   | 150,66     | 251              | 97414      | Saint-Paul                 |
| Saint-Louis-1          | 1⁄2       | 29.544                   | 57,77      | 511              | 97415      | Saint-Pierre               |
| Saint-Louis-2          | 2 1⁄2     | 37.264                   | 192,36     | 194              | 97416      | Saint-Pierre               |
| Saint-Paul-1           | 1⁄3       | 34.057                   | 70,61      | 482              | 97417      | Saint-Paul                 |
| Saint-Paul-2           | 1⁄3       | 35.505                   | 105,75     | 336              | 97418      | Saint-Paul                 |
| Saint-Paul-3           | 1⁄3       | 36.658                   | 64,92      | 565              | 97419      | Saint-Paul                 |
| Saint-Pierre-1         | 1⁄3       | 35.533                   | 43,03      | 826              | 97420      | Saint-Pierre               |
| Saint-Pierre-2         | 1⁄3       | 38.115                   | 25,85      | 1.474            | 97421      | Saint-Pierre               |
| Saint-Pierre-3         | 5⁄6       | 34.963                   | 86,05      | 406              | 97422      | Saint-Pierre               |
| Sainte-Marie           | 1         | 35.584                   | 87,21      | 408              | 97423      | Saint-Denis                |
| Département La Réunion | 24        | 881.348                  | 2.503,72   | 352              | 974        | –                          |

### Ehemalige Kantone
Vor dem 24. Februar 2014 teilte sich das Département in 49 Kantone:
| Arrondissement | Kantone |
| -------------- | --- |
| Saint-Denis    | Saint-Denis-1, Saint-Denis-2, Saint-Denis-3, Saint-Denis-4, Saint-Denis-5, Saint-Denis-6, Saint-Denis-7, Saint-Denis-8, Saint-Denis-9, Sainte-Marie, Sainte-Suzanne                                                                                                |
| Pierre         | Les Avirons, Entre-Deux, L’Étang-Salé, Petite-Île, Saint-Joseph-1, Saint-Joseph-2, Saint-Louis-1, Saint-Louis-2, Saint-Louis-3, Saint-Philippe, Saint-Pierre-1, Saint-Pierre-2, Saint-Pierre-3, Saint-Pierre-4, Le Tampon-1, Le Tampon-2, Le Tampon-3, Le Tampon-4 |
| Saint-Benoît   | Bras-Panon, La Plaine-des-Palmistes, Saint-André-1, Saint-André-2, Saint-André-3, Saint-Benoît-1, Saint-Benoît-2, Sainte-Rose, Salazie |
| Saint-Paul     | Le Port-1 Nord, Le Port-2 Sud, La Possession, Saint-Leu-1, Saint-Leu-2, Saint-Paul-1, Saint-Paul-2, Saint-Paul-3, Saint-Paul-4, Saint-Paul-5, Les Trois-Bassins |